# Юніверсал (Індіана)
Юніверсал (англ. Universal) — місто (англ. town) в США, в окрузі Вермільйон штату Індіана. Населення — 283 особи (2020).

## Географія
Юніверсал розташований за координатами 39°37′21″ пн. ш. 87°27′19″ зх. д. / 39.62250° пн. ш. 87.45528° зх. д. (39.622526, -87.455358).  За даними Бюро перепису населення США в 2010 році місто мало площу 0,94 км², уся площа — суходіл.

## Демографія
Згідно з переписом 2010 року, у місті мешкали 362 особи в 151 домогосподарстві у складі 103 родин. Густота населення становила 386 осіб/км².  Було 176 помешкань (188/км²).
Расовий склад населення:
| - 99,4 % — білих - 0,3 % — чорних або афроамериканців |

До двох чи більше рас належало 0,3 %. Частка іспаномовних становила 1,7 % від усіх жителів.
За віковим діапазоном населення розподілялося таким чином: 27,1 % — особи молодші 18 років, 57,7 % — особи у віці 18—64 років, 15,2 % — особи у віці 65 років та старші. Медіана віку мешканця становила 38,8 року. На 100 осіб жіночої статі у місті припадало 90,5 чоловіків;  на 100 жінок у віці від 18 років та старших — 85,9 чоловіків також старших 18 років.
Середній дохід на одне домашнє господарство  становив 35 231 долар США (медіана — 29 688), а середній дохід на одну сім'ю — 38 526 доларів (медіана — 37 778). Медіана доходів становила 40 156 доларів для чоловіків та 20 250 доларів для жінок. За межею бідності перебувало 16,5 % осіб, у тому числі 23,8 % дітей у віці до 18 років та 0,0 % осіб у віці 65 років та старших.
Цивільне працевлаштоване населення становило 116 осіб. Основні галузі зайнятості: освіта, охорона здоров'я та соціальна допомога — 25,0 %, виробництво — 22,4 %, роздрібна торгівля — 14,7 %, науковці, спеціалісти, менеджери — 9,5 %.